# Arrasto induzido
Em aerodinâmica, o arrasto induzido, ou resistência induzida, é o resultado da diferença de pressão entre a parte superior da asa e a parte inferior, ou seja, cria correntes opostas. A corrente de ar da parte inferior tende a fluir para a parte superior (chamado corrente de envergadura) pela ponta da asa gerando um turbilhonamento nessa extremidade com isto provocando uma resistência ao avanço do avião e diminuindo a sustentação. 
Para corrigir este problema a colocação de pequenas chapas em pé na ponta da asa para dificultar a corrente de envergadura ou colocação de winglets, localizados nas pontas das asas, principalmente em aviões mais modernos, para impedir a passagem desta corrente. Existem aeronaves com tanque na ponta das asas que tem a finalidade também de reduzir o arrasto induzido. A redução do arrasto induzido melhora a eficiência da aeronave, significando aumento da velocidade e economia de combustível.

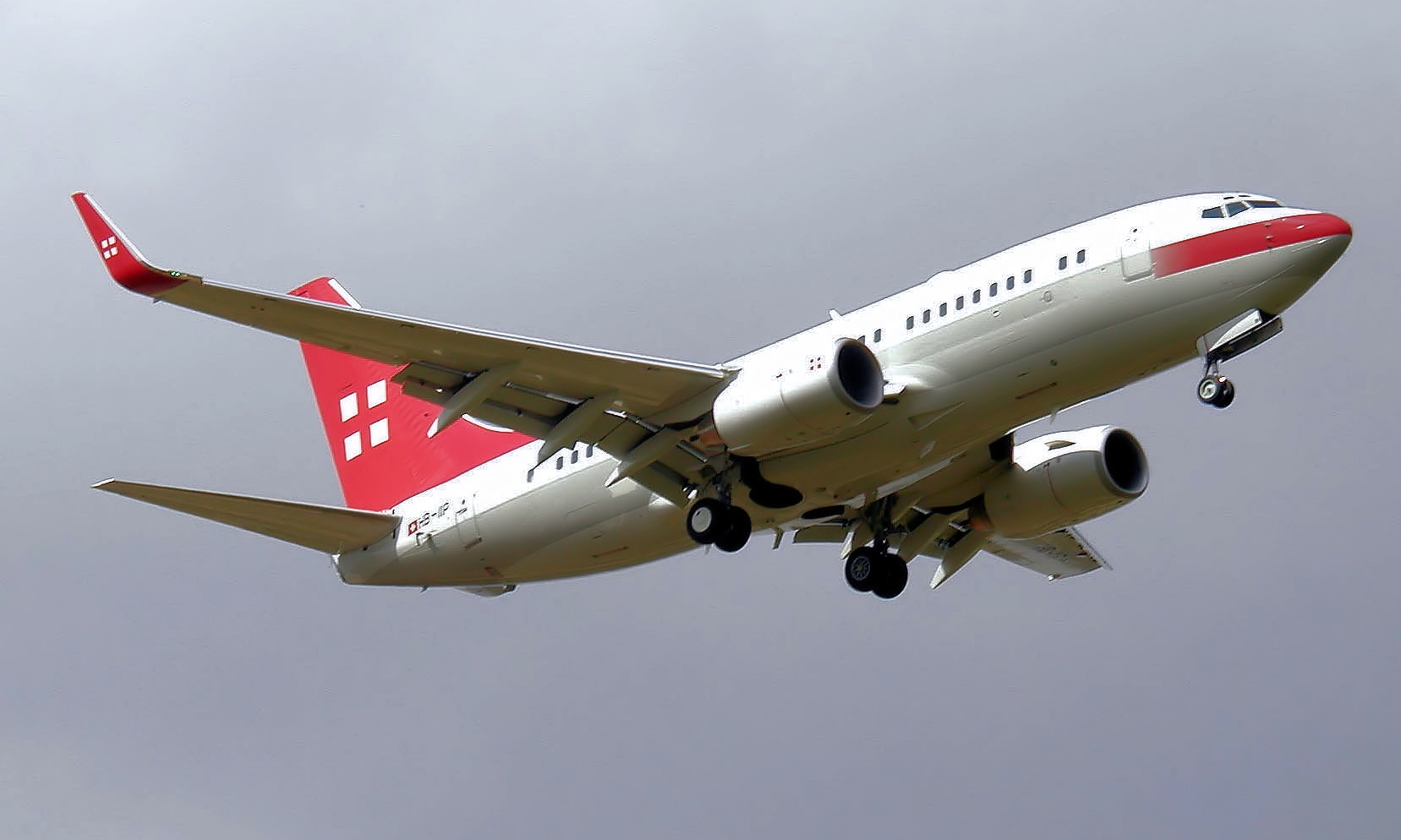
Boeing 737-700 com winglets.

Efeito do arrasto induzido numa asa sem winglet (esquerda) e numa asa com winglet (direita).